# Каменский музей краеведения
Каменский музей краеведения  — музей в городе Каменск-Шахтинский Ростовской области.
Адрес музея: Ростовская область, г. Каменск-Шахтинский, просп. Карла Маркса, 56.

## История и описание
Каменский краеведческий музей создан по инициативе ветеранов Великой Отечественной войны и труда в 1969 году. Музей находится в старинном двухэтажном кирпичном здании, являющимся памятником истории. Площадь экспозиций музея составляет 290 м². В музее собрано около двадцати трёх тысяч двухсот предметов истории и культуры, в основные фонды музея входит двадцать одна тысяча четыреста предметов. Все они представлены в экспозиции музея.
Основной темой показа музея является многовековая история города Каменска-Шахтинского.
Все экспозиции в музее представлены по темам: «Природа Донского края», «Полезные ископаемые», «Экология», «Археология», «История края», «Возрождение казачества на Дону». Экспозиции построены с выделением знаковых периодов в истории города — от создания Каменского городка в 1671 году по грамоте Войскового круга до строительства в 1953 году областного центра, создания химической промышленности с её экологическими проблемами. В экспозиции «Природа Донского края» можно увидеть чучела животных, обитающих в крае. Это лоси, барски, рыси, мыши, змеи и др.
В музее проводятся тематические экскурсии: «История возникновения казачества на Дону»; «Возникновение станицы Каменской и ее развитие в XIX—начале XX вв.»; «Участие донского казачества в войнах в XVIII—начале XX вв.»;«Каменск и каменчане в годы Великой Отечественной войны»; «Природа Донского края»; «Археология и палеонтология», читаются лекции на темы: Лекционные циклы: «Народные промыслы России», «Природа Донского края», «Страницы истории г. Каменска-Шахтинского», «Краткая история православной церкви и церковных праздников» и др.
Каменский музей краеведения работает в форме некоммерческой организации.